# Sabina Cojocar

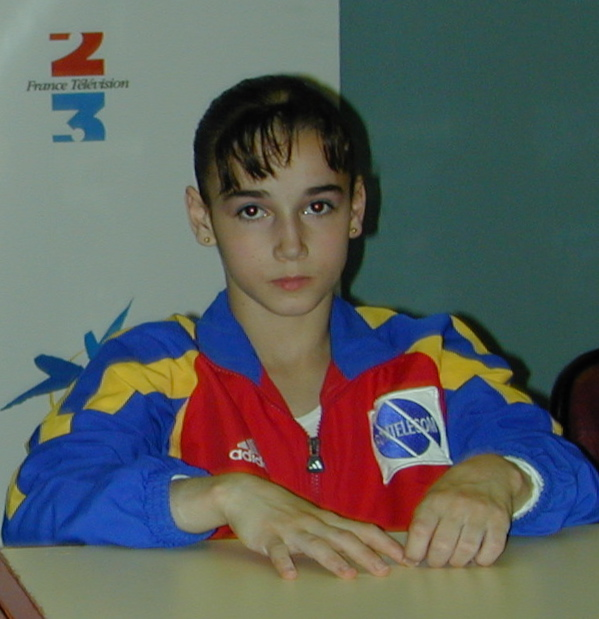
Sabina Cojocar im Jahr 2000 bei den Junioren-Europameisterschaften in Paris

Sabina Cojocar (* 23. Oktober 1985 in Sibiu) ist eine ehemalige rumänische Kunstturnerin.
Cojocar turnte beim CSȘ Sibiu. Im Jahr 2000 gewann sie bei den Junioren-Europameisterschaften in Paris fünf Medaillen. Im Mehrkampf, im Sprung und am Schwebebalken wurde sie Europameisterin und mit der Mannschaft und am Boden gewann sie Silber.
Ihr größter Erfolg gelang ihr bei den Turn-Weltmeisterschaften 2001. Im belgischen Gent gewann Cojocar mit der rumänischen Turnriege mit Andreea Răducan, Loredana Boboc, Carmen Ionescu, Silvia Stroescu und Andreea Ulmeanu vor Russland und den USA den Weltmeistertitel. Außerdem wurde Cojocar  Vierte am Schwebebalken und Sechste im Einzel-Mehrkampf.
Bei den Turn-Weltmeisterschaften 2002 in Debrecen (Ungarn) war Cojocar Fünfte beim Sprung und Neunte am Boden. Der Mehrkampf wurde bei diesen Titelkämpfen nicht ausgetragen. Wegen gesundheitlichen Problemen musste sie 2003 zurücktreten. Nach dem Ende ihrer Karriere wurde sie Turntrainerin.